# Ford Fusion Hybrid
El Ford Fusion Hybrid es un vehículo híbrido eléctrico del segmento D movido por la combinación de un motor eléctrico y un motor de combustión interna a gasolina, y fue lanzado en el mercado estadounidense en marzo de 2009 como año modelo 2010. El Fusion Hybrid es una versión del automóvil Ford Fusion sedán desarrollado por Ford Motor Company. El Fusion híbrido es fabricado en la planta de Ford en Hermosillo, en Sonora, México. Ford estableció una meta de ventas de alrededor de 25.000 vehículos para el primer año tanto para el Fusion híbrido como su gemelo, el Mercury Milan.
La Agencia de Protección Ambiental de los Estados Unidos (U.S. EPA) certificó la economía de combustible del Fusion 2010 en 17,3 km/L (41 mpg) en ciudad y 15,2 km/L (36 mpg) en carretera. Entre los vehículos híbridos disponibles en el mercado únicamente es superado por el Toyota Prius año modelo 2009 y 2010. Cuando el automóvil es conducido exclusivamente en modo eléctrico (modo EV) el Fusion puede alcanzar 19,9 km/L (47 mph) y hasta 3,2 km (2 millas) cuando es operado de forma continua en modo EV. Operando en ciudad, un tanque lleno de gasolina permite alcanzar hasta 1.120 km (700 millas).
En abril de 2009 los editores del Kelley Blue Book inlcuyeron el Ford Fusion Hybrid 2010 en su lista de los "Mejores 10 Carros Verdes" de 2009. La clasificación de 2009 del U.S. News & World Report para los mejores automóviles de precio asequible del segmento D es encabezada por el Mercury Milan Hybrid 2010, seguido por el Ford Fusion Hybrid 2010. El Toyota Prius 2010 se ubica en el cuarto lugar, junto con el Toyota Camry Hybrid 2010, y el Nissan Altima Hybrid 2009 ocupa la posición 12.

## Historia y desarrollo

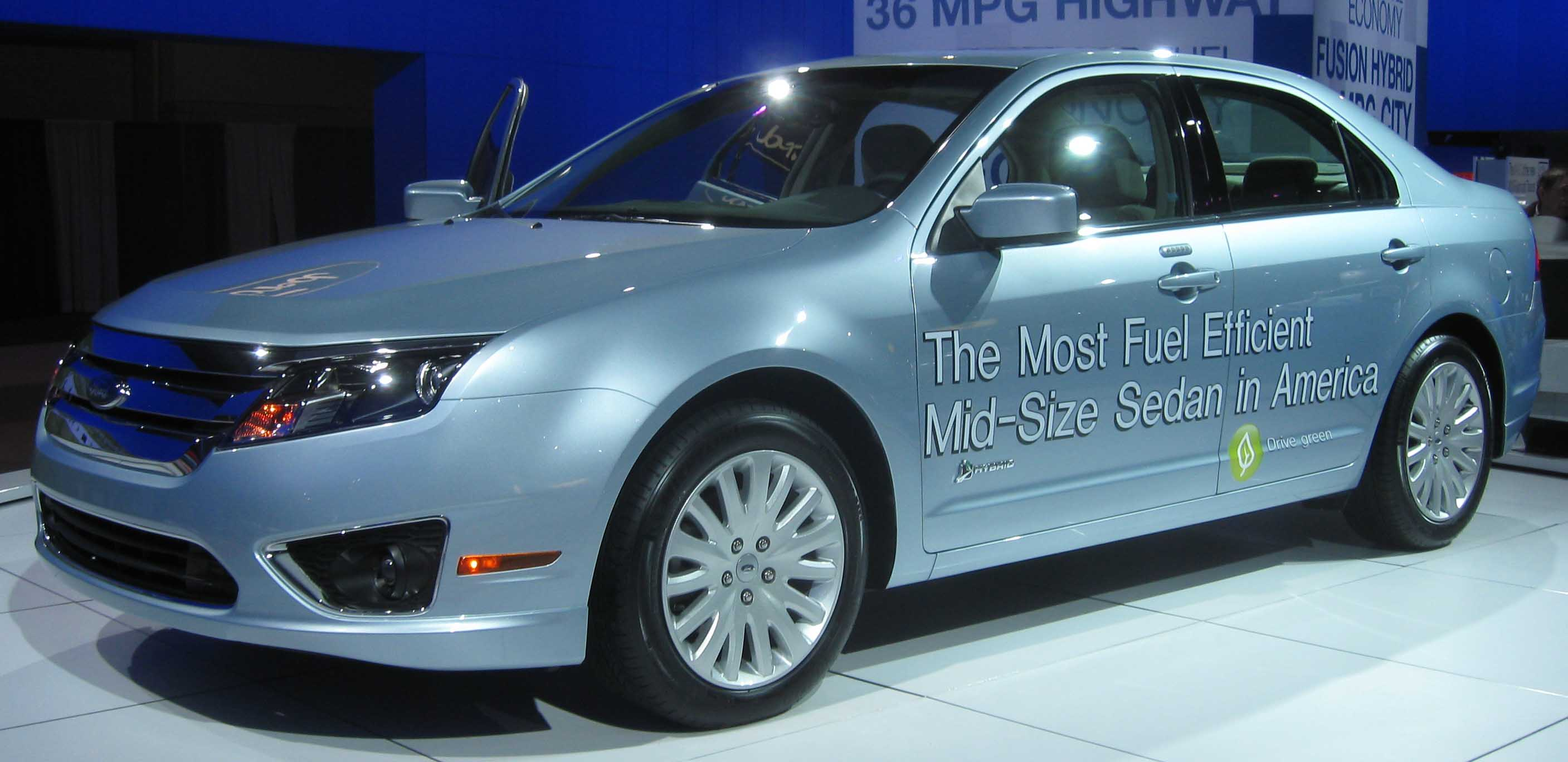
El Ford Fusion Hybrid 2010 presentado en el Washington D. C. Auto Show de 2009.

La versión híbrida del Ford Fusion fue anunciado en el Auto Show Internacional de América del Norte de 2005, en conjunto con el lanzamiento público de la versión original del Ford Fusion 2006. En esa oportunidad Ford anunció que la versión híbrida estaba programada para ser lanzada a inicios de 2009 con un vehículo año modelo 2010, a un precio estimado al consumidor de US$27.270.
El Nuevo Fusion Hybrid oficialmente debutó en el Auto Show de Los Ángeles en noviembre de 2008.
El Fusion Hybrid fue puesto a disposición para pruebas por parte de periodistas especializados en diciembre de 2008 y fue lanzado al mercado estadounidense en marzo de 2009. En ese mismo mes también fueron lanzados otros dos modelos híbridos, el Honda Insight y el Mercury Milan. Durante los pocos días que el automóvil estuvo a venta en ese mes, los nuevos Ford Fusion y Milan híbridos vendieron juntos 451 unidades, representando el 3,0% de todos los modelos Fusion y Milan vendidos en marzo de 2009.

## Ventas

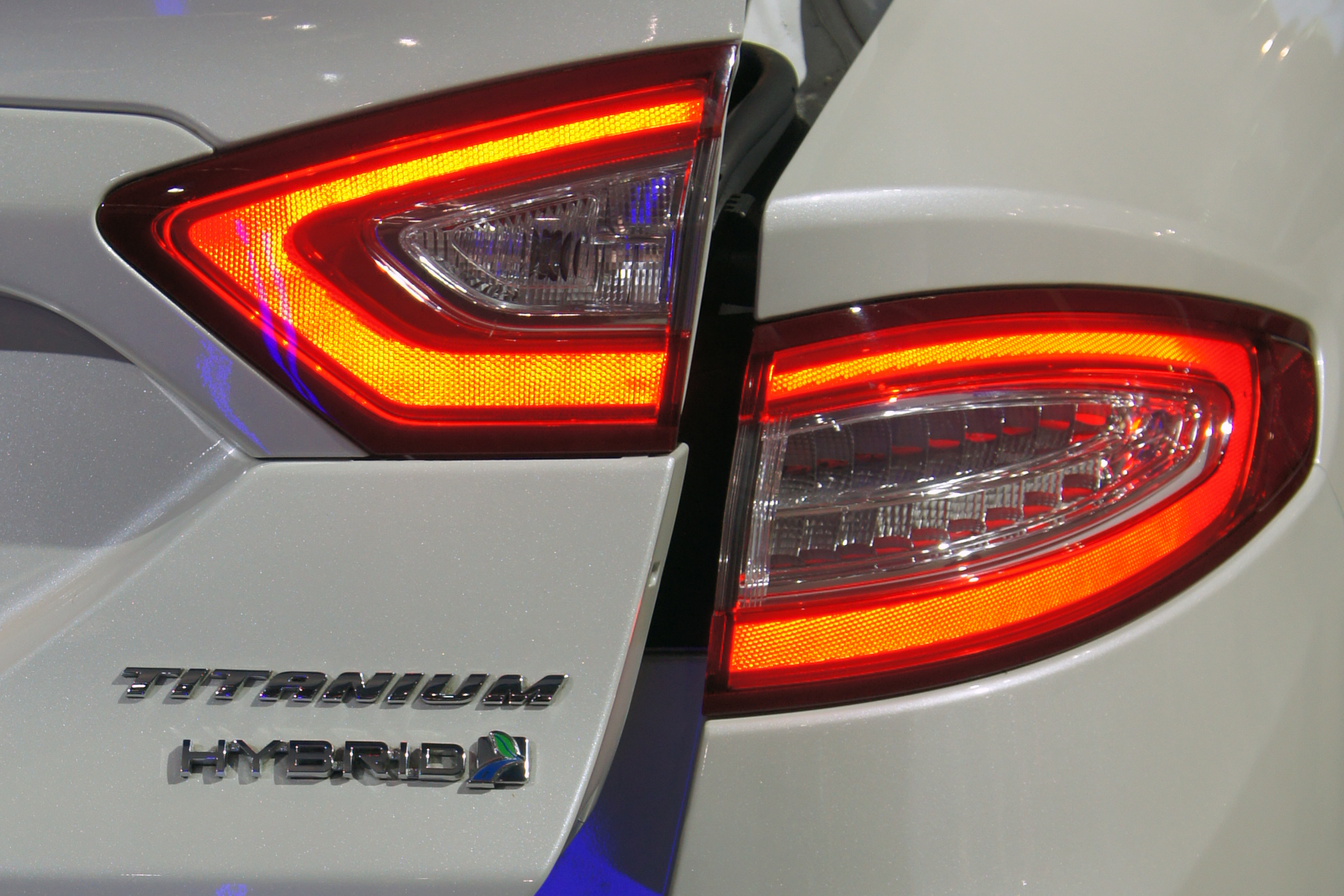
Logo del Ford Fusion Hibrid de segunda generación

Durante los primeros seis meses desde que el vehículo salió a la venta en Estados Unidos en marzo de 2009, las ventas combinadas de las versiones híbridas del Ford Fusion y del Mercury Milan alcanzaron 12.602 unidades, representando un 48.4% de las ventas totales de automóviles híbridos de la empresa Ford, permitiéndole así al fabricante incrementar sus ventas de híbridos en un 73% hasta septiembre de 2009, cuando se compara con el mismo período de 2008. Ford también reporta que más del 60% de las ventas del Fusion Hybrid han sido realizados por clientes que anteriormente no eran propietarios de la marca Ford y más de la mitad de ellos antes poseían un vehículo de un fabricante extranjero, la mayoría Toyota y Honda.

## Incentivo de deducción de impuesto
Para los ciudadanos estadounidenses el Fusion Hybrid califica para una deducción máxima del impuesto federal sobre la renta de US$3.400 si la compra fue efectuada antes del 31 de marzo de 2009. La deducción disminuye para US$ 1700 si la compra fue realizada hasta el 30 de septiembre de 2009, y para US$850 si la compra se realiza entre octubre de 2009 y el 31 de marzo de 2010, y la deducción se descontinua a partir del 1 de abril de 2010.

## Economía de combustible

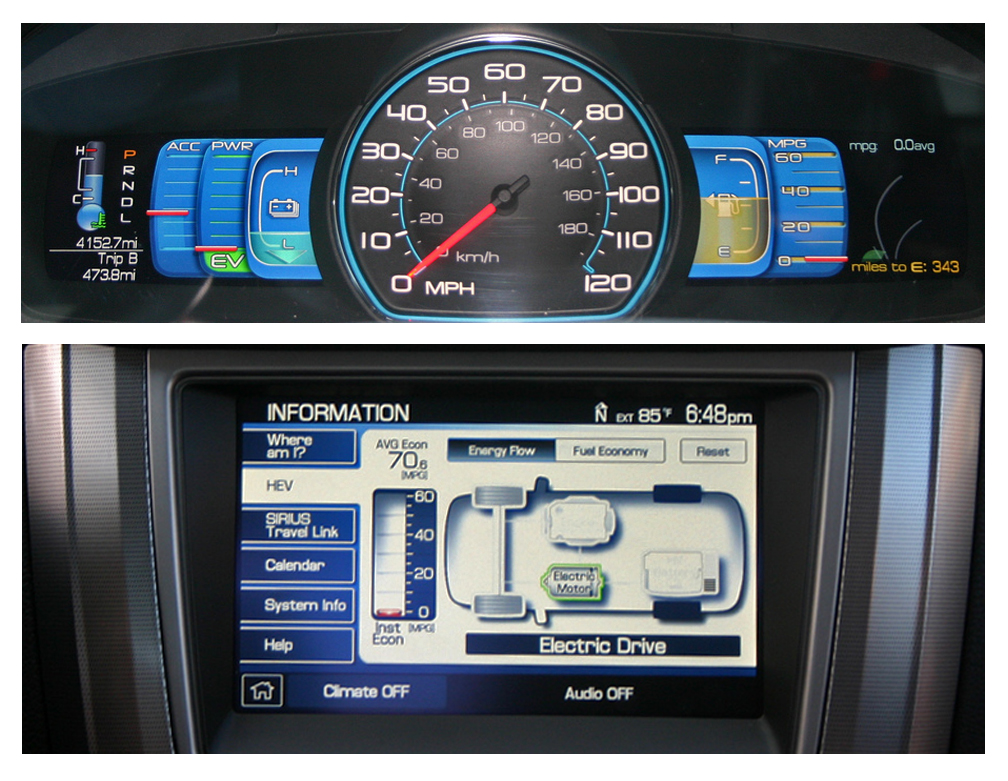
El panel digital del Ford Fusion Hybrid mantiene registros de las mejorías alcanzadas en el estilo "eco-driving" (arriba) y del tipo de propulsión que está utilizando el vehículo (abajo).

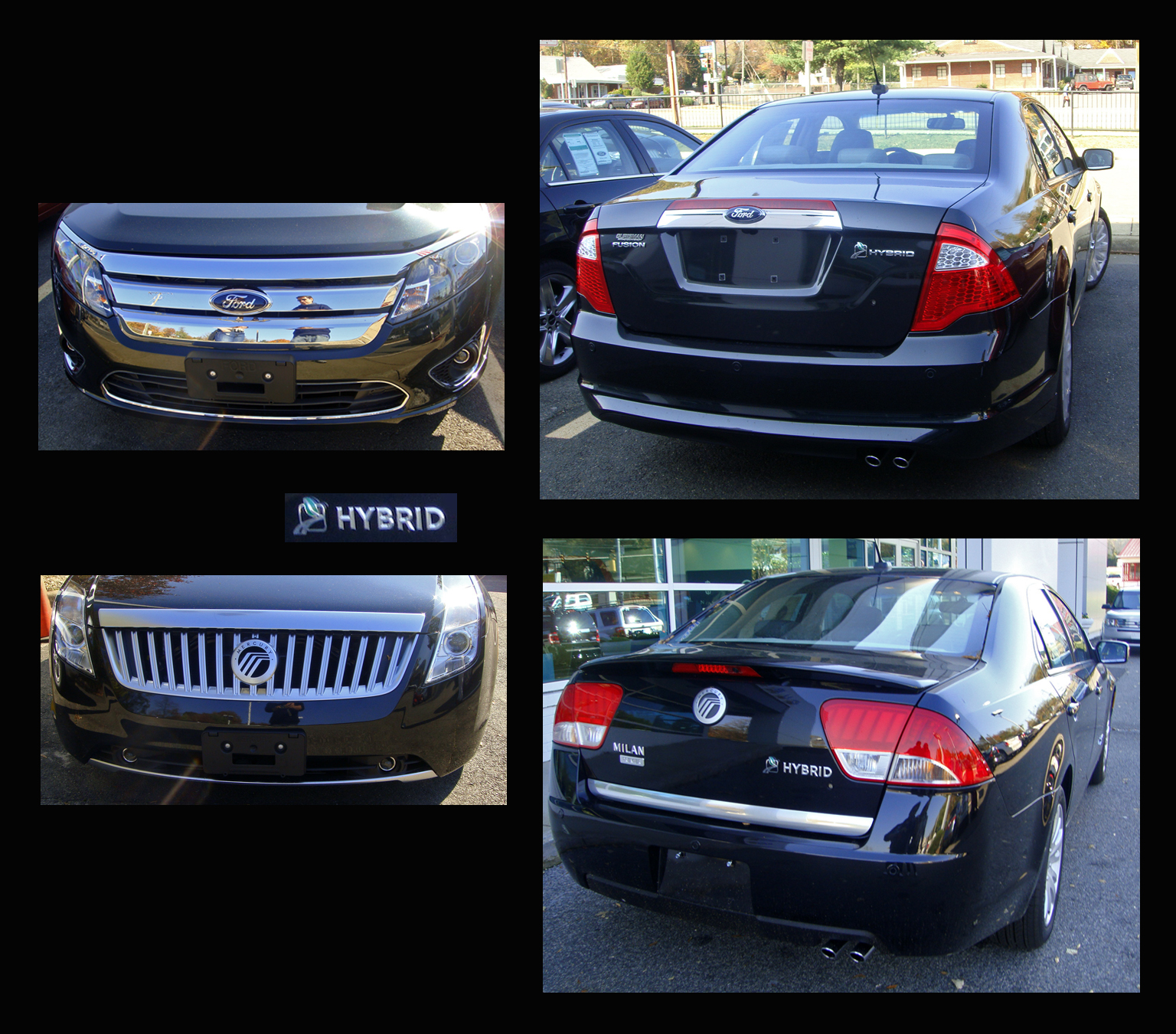
La diferencia principal entre los híbridos Mercury Milan y Ford Fusion es el diseño de las partes frontal y posterior, incluyendo los respectivos faroles.

La Agencia de Protección Ambiental de los Estados Unidos (U.S. EPA) estimó la economía de combustible del Fusion 2010 en 17,3 km/L (41 mpg) en ciudad y 15,2 km/L (36 mpg) en carretera. Este modelo tiene una economía de combustible superior a la del Toyota Camry Hybrid, el Nissan Altima Hybrid y el Chevrolet Malibu Hybrid, que son considerados los competidores en el mismo segmento de vehículos sedán. Sin embargo, el Toyota Prius 2009 se mantiene como el automóvil con la mejor economía de combustible según la evaluación oficial realizada por EPA.
| Vehículo                    | Año modelo | Economía de combustible en ciudad est. EPA km/L (mpg) | Economía de combustible en carretera est.EPA km /L (mpg) | Costo anual del combustible (1) (USD) | Huella de carbono (t/año de CO2) | Calificación EPA de contaminación del aire (2) |
| --------------------------- | ---------- | ----------------------------------------------------- | -------------------------------------------------------- | ------------------------------------- | -------------------------------- | ---------------------------------------------- |
| Toyota Prius 3.ª generación | 2010       | 21,6 (51)                                             | 20,3 (48)                                                | $732                                  | 3.7                              | N/A                                            |
| Toyota Prius 2.ª generación | 2009       | 20,3 (48)                                             | 19,0 (45)                                                | $794                                  | 4.0                              | 8                                              |
| Ford Fusion Hybrid          | 2010       | 17,3 (41)                                             | 15,2 (36)                                                | $937                                  | 4.7                              | N/A                                            |
| Honda Civic Hybrid          | 2009       | 16,9 (40)                                             | 19,0 (45)                                                | $871                                  | 4.4                              | 9                                              |
| Honda Insight               | 2010       | 16,9 (40)                                             | 18,2 (43)                                                | $893                                  | 4.5                              | N/A                                            |
| Nissan Altima Hybrid        | 2009       | 14,8 (35)                                             | 13,9 (33)                                                | $1,076                                | 5.4                              | N/A                                            |
| Toyota Camry Hybrid         | 2009       | 13,9 (33)                                             | 14,4 (34)                                                | $1,076                                | 5.4                              | 8                                              |
| Chevrolet Malibu Hybrid     | 2009       | 11,0 (26)                                             | 14,4 (34)                                                | $1,263                                | 6.3                              | 6                                              |

En un evento publicitario realizado por Ford en abril de 2009, un Fusion Hybrid logró alcanzar 34,4 km por L (81,5 mpg) en un viaje de 2.313,2 km (1.445,7 millas) con un solo tanque de gasolina.

## Otros mercados
La versión brasileña del Fusion Hybrid fue presentada en el Salón del Automóvil de São Paulo de 2010. Las ventas comenzaron en noviembre de 2010 a un precio de R$133.900 (~ US$78.500) y será el segundo automóvil híbrido eléctrico a ser vendido en Brasil y el primer modelo del tipo híbrido completo. Importado desde México, el funcionamiento del motor y sistemas de combustible del Fusion Hybrid han sido sometidos a pruebas para comprobar su compatibilidad con las mezclas de etanol E20 a E25 que son de uso obligatorio en Brasil.

## Segunda generación
La segunda generación del Ford Fusion Hybrid fue lanzada en los Estados Unidos en octubre de 2012 como año modelo 2013. La nueva línea Fusion de Ford, además de una apariencia exterior completamente renovada, ofrece tres opciones de motor: gasolina convencional, una nueva plataforma híbrida y una versión híbrida enchufable, el Ford Fusion Energi. Las ventas del Energi iniciaron en enero de 2013.

### Híbrido convencional
El Fusion Hybrid 2013 es más eficiente que el modelo de la generación anterior, y la Agencia de Protección Ambiental de los Estados Unidos (EPA) certificó una economía de combustible de 47 mpg, con la misma eficiencia para los ciclos combinado, ciudad y carretera. Esta economía de combustible es la misma alcanzada por el Ford C-Max Hybrid 2013, debido a que los dos modelos usan el mismo sistema de propulsión.

### Fusion Energi
El Fusion Energi es un híbrido enchufable La versión 2013 tiene una autonomía en modo 100% eléctrico certificada por la EPA de 34 km (21 mi) y una autonomía total, con el tanque de gasolina lleno y con la batería totalmente cargada, de 992 km (620 mi) según la EPA. La EPA certificó la economía de combustible del Energi en modo eléctrico en 100 mpg equivalente (MPG-e) o 2.4 L de gasolina equivalente/100 km. La economía de combustible del Fusion Hybrid es la misma que la del Ford C-Max Energi 2013. Operando en modo híbrido, el Energi fue certificado por la EPA con una economía de combustible de 43 mpg, 44 mpg en ciudad y 41 mpg en carretera.
El Fusion Energi pasará a costar 34.700 dólares. Una cifra antes de ayudas que le sitúan cerca del Chevrolet Volt, su principal rival.

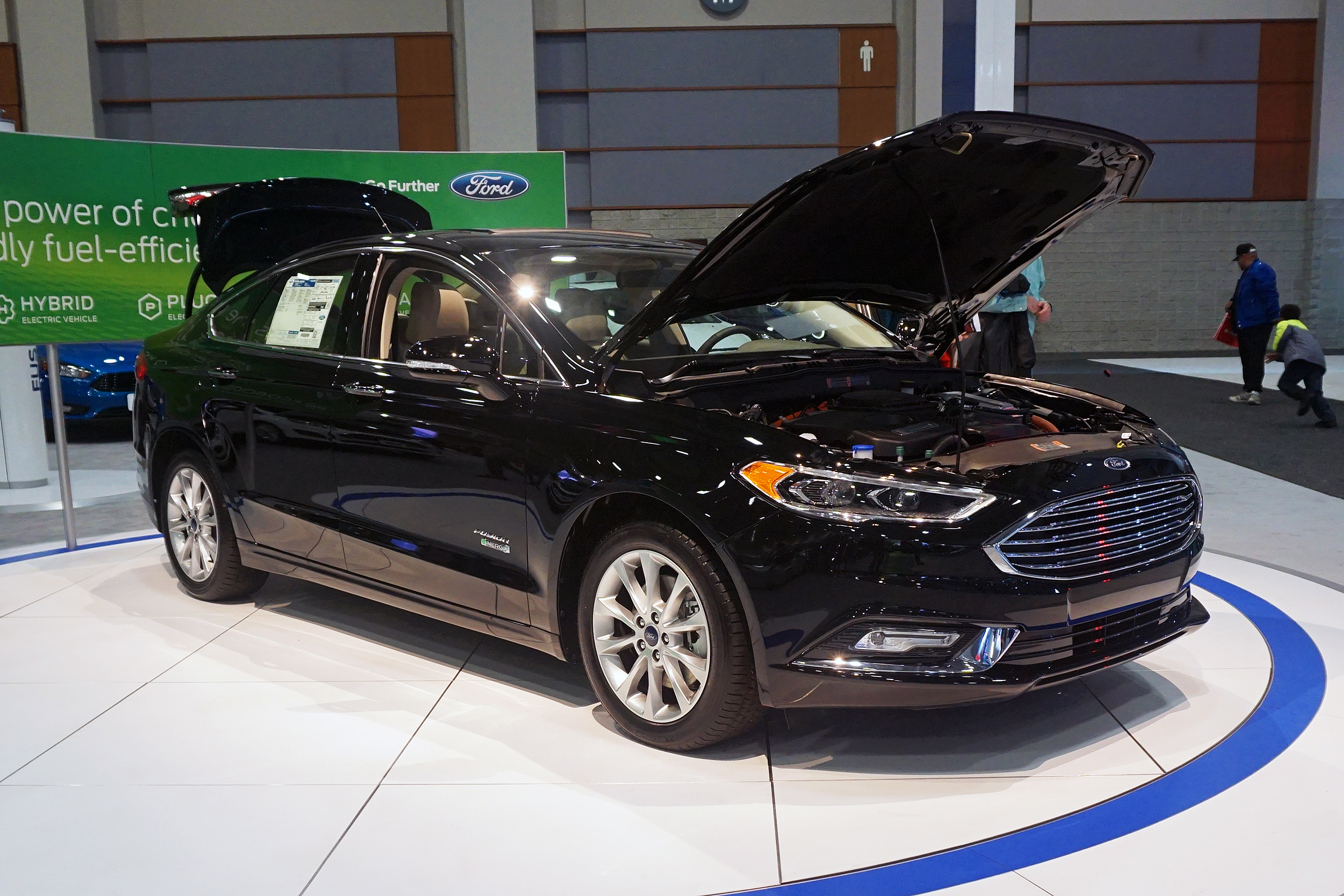
Ford Fusion Energi modelo 2017